# Trichorhina paraensis
Trichorhina paraensis is een pissebed uit de familie Platyarthridae. De wetenschappelijke naam van de soort is voor het eerst geldig gepubliceerd in 1997 door Souza-Kury.